# Сара Бласко
Сара Бласко (рођена као Сара Елизабет Бласко; Сиднеј, 23. септембар 1976) аустралијска је певачица, текстописац и музички продуцент. Соло каријеру започела је у априлу 2002. године, а пре тога од средине деведесетих до 2001. године била је чланица бенда Acquiesce. Као соло извођач објавила је шест студијских албума и три ЕП-а. За свој рад освојила је многобројне награде, укључујући Награду за најбоље поп издање, за њен студијски албум What the Sea Wants, the Sea Will Have из 2006. године. 
У октобру 2010. године, њен албум As Day Follows Night наведен је на деветнаестом месту листе „100 најбољих музичких албума у Аустралији”. Поред певања, бави се писањем текстова и музичком продукцијом, а свира неколико инструмената.

## Биографија
Рођена је 23. септембра 1976. године у Сиднеју, где је и одрасла. Непосредно пре њеног рођења, Сарина породица доселила у Сиднеј из Реиниона, где су њени родитељи били хришћански мисионари.]. Сарина мајка Ели (преминула 2009. од последица рака дебелог црева) била је медицинска сестра, а њен отац Николај Давид Бласков био је учитељ. Сарин отац је бугарско-немачког порекла. По доласку у Аустралију, њени родитељи су често мењали цркве, те су били припадници англиканске, бапистичке, каризматичне и настанили се у пентекосталној цркви у Сиднеју, познату и као Хилсонг црква. Сара је завршила  факултет, а дипломирала на тему енглеске литературе и филма.
Године 1998. Сара се удала за Камеруна Семенска који је песник, а био је и члан групе Acquiesce. Развели су се након три године брака.
Од почека 2004. године, Сара је радила са музичарем и музичким продуцентом Робертом Ф. Кренијем на њена прва два студијска албума.
У јулу 2005. године добила је сина са партнером Дејвом Милером.

## Музичка каријера

### Почетак каријере
Током похађања средње школе, Сара је основала џез-блз групу са старијом сестром Кејт. Прве песме написала је када је имала осамнаест година, а са деветнаест је почела да свира гитару. Средином деведесетих година, Сара је приступила сиднејском бенду Acquiesce, где је била вокалисткиња, заједнос а Полом Кимберијем на гитари, Стивом Фоксом на виолини, Дејвом Хемингсом на бубњевима, Тедом Ленгријем на бас гитари и њенон сестром Кејти као вокалисткињом. До 1995. године Сара је писала песме за бенд, укључујући и песме са ЕП-а Aa for Acquiesce који је објављен у септембру 1999. године. Исте године група је победила на такмичењу бендова у Новом Јужном Велсу и добила већу шажњу јавности. Дејв Кулен заменио је Ленгрија на месту бас гитаристе, а након тога бенд је објавио сингл Breathing In у новембру 2000. године.. Acquiesce је распуштен у јануару 2001. године, а Сара је након тога наступала под псеудонимом Сорија са гитаристом Ником Шнајдером у музичком пројекту названом Sorija. Као акустучни поп-електронски двојац свирали су у Сиднеју до априла 2002. године. Песме које су написали укључују Be Tonight, New Religion, Will You Ever Know, Your Way, Sweet Surrender и Follow the Sun.
Од априла 2002. године Сара је наступала као соло уметника, а крајем септембра исте године издала је свој дебитански ЕП под називом Prelusive, који садржи шест нумера, које је претходно изводио двојац Sorija. Главни сингл са ЕП-а био је Your Way и он је пуштан на националној аустралијској радио станици Triple J. Сара је након тога продуцирала музички видео спот за песму Your Way, који је објављен у новембру 2002. године. ЕП је објављен као самостално издање уз помоћ Сариног тадашњег менаџера, Крега Њуа.  Након тога, Сара је потписала уговор са издавачком кућом Dew Process, који је поново објавио ЕП Prelusive, у марту 2003. године. На АРИА додели музичких награда за 2003. годину, номинована за најбољу музичарку, због њеног рада на ЕП-у Prelusive и песми Your way.

### Објављивање првих албума
Дана 11. октобра 2004. године, Сара је објавила њен први студијски албум под називом The Overture & the Underscore, који је снимљен у Холивуду у студију аудио инжењера Воли Гагела, почетком 2004. године. Сара је била копродуцент албума заједно са Робертом Ф. Кренијем и Гагелом, који је уједно и миксовао албум уз помоћ Бруса Мекфарлана. Албум се нашао међу четресет најбољих песама аустралијске музичке листе . За песме Don't U Eva, Always Worth It и Perfect Now одрађени су спотови. На АРИА додели музичких награда за 2005. годину, Сарин први албум номинован је у категорији за најбољи албум и најбоље поп издање, а она у категорији за најбољу музичарку. Године 2008. албум The Overture & the Underscore добио је платинасти сертификат од стране Аустралијског удружења музичке индустрије.
Од априла 2006. године, Сара је почела рад на другом студијском албуму у музичком студију у Окланду. Албум What the Sea Wants, the Sea Will Have објављен је 21. октобра 2006. године за издавачку кућу Dew Process, а поред Саре, на његовој продукцији радили су Џим Могини и Роберт Ф. Крени. Албумски сингл Explain пуштен је премијерно на радио станици у Аустралији, а са албума су се истакли и синглови Always on this Line и Planet New Year.
Албуму је додељен златни сертификат у Аустралији у јануару 2007. године, а победио је у категорији за најбоље поп издање на АРИА додели награда за 2007. годину.

### Наставак каријере и објављивање албумаи
Године 2008. Сара је заједно са инжењером звука Стефаном Греогијем компоновала партитуру за продукцију позоришног радника Бела Шекспира. У том периоду Сара је кренула да ради на трећем студијском албуму под називом As Day Follows Night. Написала је текстове за све песме, осим за песму Over & Over, коју је одрадила са Дејвидом Бирном и Кренијем. Крајем јануара 2009. године снимала је албум у Стокхолму, а одлучила се да албум буде без електричних гитара и клавијатура. Албум је објављен у Аустралији 10. јула 2008. године и нашао се на петом месту музичке листе . Албум се ткаође нашао међу сто најбољих албума листе у Белгији, Француској, Шведске и Швајцарске. Водећи албумски сингл All I Want појавио се уочи албума у мају 2008. године, али није успео да се пласира међу педесет најбољих синглова у Аустралији. Трећи албумски сингл We Won't Run био је на четрдесет и четвртом месту листе ARIA Singles и двадесет и првом месту белгијске листе . На АРИА додели музичких награда за 2009. годину, Сара је освојила награду за најбољу музичарку, а њен албум номинован је за албум године, најбоље поп издање, док је музички спот за њену песму All I Want номинован за најбољи видео. Крајем године, албум је освојио платинасти сертификат у Аустралији. У октобру 2009. године албум се нашао у књизи 100 најбољих аустралијских албума,  на деветнаестом месту. У јулу 2009. године Сара је објавила уживо албум Live at the Forum, који је снимљен током њеног концерта у Мелбурну. Средином 2010. године објавила је As Day Follows Night са уживо албумом Live at the Forum на дуплом компакт диск издању.
Дана 3. јуна 2011. године група Seeker Lover Keeper коју су сачињавали Сара Бласко, Сали Селтман и Холи Трозби објавили су истоимени албум 3. јуна 2011. године у Аустралији инди рок жанра. Дана 12. јуна 2011. године албум се нашао на трећем месту листе . Пре објављивања албума, аустралијска радио страница Triple J прогласила је албум Seeker Lover Keeper за најбољи албум у недељи, у периоду од 23. до 30. маја 2011. године. Поред пуштања нумера на радију, цео албум је био доступан путем стрима са веб странице Triple J током те недеље. Главни албумски синглови били су Light All My Lights, Even Though I'm a Woman и On My Own.

### 2012—данас
Четврти студијски албум под називом I Awake, Сара је објавила 26. октобра 2012. године у Аустралији и он се нашао на деветом месту листе . Пре него што је почела да снима албум путовала је у Шведску и у Софију, где је успоставила сарадњу са Бугарским симфонијским оркестром, који јој је гостовао на албуму. Како би промовисала албум, Сара је током 2013. године имала турнеју у Аустралији . На додели АРИА музичких награда за 2013. годину, номинована је за најбољу музичару, а I Awake за најбољи савремени албум за одрасле.
Сара је сарађивала са Ником Велсом, сиднејским композитором, како би кренирала саундтрек за позоришну представу Emergence. Албум истог имена објавила је са Велсом, у мају 2015. године.  У августу 2015. године Сара је објавила пети студијски албум под називом Eternal Return, на сајтовима компанија ЕМИ у Аустралији, Амазон у Сједињеним Државама и у Уједињеном Краљевству 5. фебруара 2005. године. Албум је урадила у сарадњи са Велсом, а представљен је у Сиднејској опери. Eternal Return дебитовао је на шестом месту аустралијске музичке листе, а у исто време Сара је имала турнеју како би га промосиавала. На АРИА додели музичких награда за 2016. годину, номинована је за најбољу музичарку и освојила награду за најбољи алтернативни албум за одрасле.
Шести студијски албум под називом Depth of Field, Сара је објавила 23. фебруара 2018. године за издавачку кућу ЕМИ, а десет песама са албума су поп и инди поп жанра. Албум се нашао на петом месту листе најбољих аустралијских албума.
Током писања сценарија и снимања филма Depth Of Field настао је документарни филм о Сари Бласко, под називом Blasko, где музичарка прича о својој каријери, а филм говори о снимању њеног албума. Објављен је 14. новембра 2017. године.

## Дискографија

### Студијски албуми
| Назив                                      | Детаљи | Позиција | Позиција | Позиција | Позиција | Позиција | Позиција | Сертификати       |
| Назив                                      | Детаљи | АУС      | БЕЛ      | ФРА      | ШВЕ      | ШВА      | УК       | Сертификати       |
| ------------------------------------------ | --- | -------- | -------- | -------- | -------- | -------- | -------- | ----------------- |
| The Overture & the Underscore              | - Датум објављивања: 11. октобар 2004. - Издавачка кућа: - Формат: компакт диск, дигитално преузимање             | 35       | —        | —        | —        | —        | —        | - АУС: платинасти |
| What the Sea Wants, the Sea Will Have      | - Датум објављивања: 21. октобар 2006. - Издавачка кућа: Dew Process - Формат: компакт диск, дигитално преузимање | 7        | —        | —        | —        | —        | —        | - АУС: платинасти |
| As Day Follows Night                       | - Датум објављивања: 10. јул 2009. - Издавачка кућа: - Формат: компакт диск, дигитално преузимање                 | 5        | 77       | 100      | 53       | 58       | 191      | - АУС: платинасти |
| I Awake                                    | - Датум објављивања: 26. октобар 2012. - Издавачка кућа: - Формат: компакт диск, дигитално преузимање             | 9        | —        | —        | —        | —        | —        |                   |
| Eternal Return                             | - Датум објављивања: 6. новембар 2015. - Издавачка кућа: EMI - Формат: компакт диск, дигитално преузимање         | 6        | —        | —        | —        | —        | —        |                   |
| Depth of Field                             | - Датум објављивања: 23 February 2018 - Издавачка кућа: EMI - Формат: компакт диск, винил, дигитално преузимање   | 5        | —        | —        | —        | —        | —        |                   |
| "—" denotes releases that failed to chart. | |          |          |          |          |          |          |                   |

### Уживо албуми
| Назив             | Детаљи |
| ----------------- | --- |
| Live at the Forum | - Датум објављивања: 9. јул 2010. - Формат: компакт диск, дигитално преузимање - Издавачка кућа: - Аудио инжењер: Сем Лов |

### ЕП-ови
| Назив                | Детаљи |
| -------------------- | --- |
| Prelusive            | - Датум објављивања: септембар 2002. - Формат: компакт диск, дигитално преузимање - Издавачка кућа: независно издање |
| Live at the Playroom | - Датум објављивања: 1. септембар 2007. - Формат: дигитално преузимање - Издавачка кућа:                             |
| Cinema Songs         | - Датум објављивања: 3. октобар 2009. - Формат: компакт диск, дигитално преузимање - Издавачка кућа:                 |